# Saline de Schwäbisch Hall
La saline de Schwäbisch Hall  fait partie des sites de saunerie européens très anciens en activité sous diverses formes d’exploitation depuis la protohistoire jusqu’au début du XXe siècle.  Comme ce fut souvent le cas ailleurs en Europe, elle favorisa l’émergence d’une cité marchande prospère qui prit le statut de ville libre d’Empire au XIIIe siècle qui eut le droit de battre monnaie, le fameux heller. Provenant d’un gisement de halite formé par dépôts sédimentaires pendant le  Trias inférieur caractérisé par d'importants dépôts de roches évaporitiques et surtout le Muschelkalk moyen, du Trias germanique, le gisement de sel est recouvert par une forte couche d’anhydrite de 40 m d’épaisseur. Aujourd’hui, dans le même gisement qui a donné la première mine de sel d’Allemagne ouverte en 1825 à Wilhelmsglück,  les mines de Heilbronn et de Stetten proches de Schwäbisch Hall sont encore en activité. Le sel de Hall est produit par ébullition de la saumure provenant d'une source salée. Grâce à un procédé complexe, pénible et long, on extrait le sel de la saumure dans les bâtiments de la saline agglomérés autour du puits salé. La saline de Schwäbisch Hall est réputée pour avoir utilisé très longtemps la technique ancestrale du « Gewöhrd » séché et durci que l’on concassait pour être retrempé et dissous dans la saumure suivante, ce qui est une forme de graduation ou d’enrichissement  avant la graduation aérienne.

## Première phase de la saline
Similaire à d’autres régions salifères de l’Europe occidentale comme la Lorraine, l’exploitation du sel à Schwäbisch Hall remonte déjà à l’époque protoceltique et celtique avec la technique du briquetage. D’ailleurs l’une comme l’autre ont d’abord exploité des sources salées, puis des mines de sel gemme. Leurs zones d’écoulement de leur produit se rencontrent sur le Rhin. Les techniques utilisées par les tribus celtiques étaient des godets en terre cuite qu’on cassait pour récupérer le sel cristallisé.

## Deuxième phase de la saline halloise
La première mention écrite de l'existence d'une saline à Schwäbisch Hall se trouve dans un acte du roi Henri en 1231 qui cède au couvent de Denkendorf une part ou un quartier de la saline. 
C'est en 1306 que la source salée, le terrain et le sel furent répartis « en 111 quartiers pour l'éternité ». Les 111 propriétaires de portions de la saline étaient composés de nobles et familles patriciennes de la ville et des environs, mais aussi des couvents aux alentours. 
Tous les propriétaires devaient commencer à bouillir et finir en même temps.
À partir du XIVe siècle, ils confient leur part à leurs ouvriers sauniers. Ils administrent toujours leur part de saline,  mais ne s'occupent plus du travail . Les ouvriers journaliers peuvent gérer seuls le travail moyennant une redevance annuelle. 
De ce fait,  le travail  prend assez vite la forme d'un héritage de père en fils, une sorte de bail héréditaire. 
Jusqu'en 1716, les sauniers ont puisé la saumure à la main avec des seaux. Par la suite, des contrepoids fixés à des grandes poutres font monter et descendre les seaux lourds avec le principe de la fourche à balancier à l'extrémité de laquelle un seau est fixé à un crochet. Ce système qu'on retrouve dans d'autres régions salines est appelé « cigogne » ou « griau » ou « galgo ». Il est pourtant  abandonné à la fin du Moyen Âge en Lorraine et Franche-Comté ou encore à Bad Reichenhall qui préfèrent le système du patenôtre : une roue dotée de godets qui fait remonter la muire à la surface. Or la saline de Schwäbisch Hall fabrique le bâtiment de pompage avec 12 galgos (Schöpfgalge) en 1716 afin d'empêcher les inondations du puits-salé par de l'eau douce pendant les pluies torrentielles. Le bâtiment fut détruit pendant le grand incendie de 1728 et reconstruit immédiatement. 

### Sauniers
Chaque propriétaire d'un quartier de muire dispose de sa poêle à sel. La poêle est le centre de l'installation : on bâtit autour d'elle et on calcule les dimensions des édifices par rapport à la taille de celle-ci. Au départ, en 1306,  111 propriétaires représentent donc 111 poêles d'une capacité respective de  20 seaux. Chaque région possède un volume différent par seau. Tous les sauniers doivent commencer et finir en même temps. Le droit d'ébullition est héréditaire,  non cessible et  indivise. Même un  roi ne peut devenir saunier à moins d'épouser la fille d'un saunier. Le propriétaire n'est pas forcément celui qui extrait le sel sur le terrain. Le périodes de chauffe pouvaient varier car elles dépendaient également des marchés. Il faut penser aux débouchés et à la distribution du produit. 
À partir du XIVe siècle, les propriétaires qui se chargeaient encore de l'administration de la production réalisée par leurs ouvriers-sauniers (Siedknechte) finissent par tout confier à ceux-ci qui deviennent relativement indépendants moyennant une redevance annuelle. Comme ailleurs en Europe occidentale, les propriétaires de poêles à sel concèdent l'exploitation à un exploitant qui pait un droit de concession ou un cens. Le bailleur concède un bail héréditaire.  Le saunier héréditaire peut cuire et vendre. Le produit de la vente correspond de ce fait à une concession de propriété. En compensation, le saunier doit se procurer les bâtiments d'exploitation et acquérir et entretenir le matériel de travail. 
Les sauniers sont représnetés par un officier héréditaire, le maître-saunier ou Erbsulmeister, qui avait obligation d'élire domicile à Schwäbisch Hall comme ce fut souvent le cas dans les acensements du Moyen Âge. Puis, ils seront représentés par le Tribunal des Salines (Haalgericht) qui est un collège de divers représentants de la profession présidé par un capitaine. Ce dernier est sous l'autorité du magistrat de la ville libre d'Empire. 
À partir du XVIe siècle, en cas de plusieurs héritiers, il fallait définir les périodes d'ébullition, les intervalles entre elles, et dans quel ordre chacun passait. Cela pouvait représenter des décennies, presque un siècle avant qu'une branche de descendants puisse recommencer une session de cuisson.  
En 1811-12,les sauniers cédèrent leurs droits  au roi du Wurtemberg en échange d'une rente ou pension à vie. C'est pourquoi l'association des ayants droit à la retraite de saunier fut créée pour gérer cela. Vu que les anciennes répartitions entre les différentes familles sont toujours valables, la pension peut s'élever à quelques cents ou euros pour certains. Le trésorier du « Haal » fait des recherches généalogiques pour trouver  les héritiers et il est chargé de faire la conversion d'un « Fuder», 1 « seau » , 17 « Maass » und 1,777 « Schoppen » de sel en monnaie actuelle. En ce moment, il tourne autour de 270 €.
La ville payait en 1996 15,000 € en tout. 
Chaque année a lieu  la fête des sauniers qui prend le nom de « fête du gâteau et de la source ». Elle reprend des anciennes coutumes plus ou moins authentiques. Une légende raconte que les sauniers auraient aidé à éteindre un incendie au moulin de la ville en 1376.  Le meunier leur offrit le gâteau du moulin. Depuis, au dimanche de la Pentecôte, un gâteau de deux mètres de diamètre est transporté tous les ans sur la place du marché pendant les cérémonies où on boit dans une coupe, le « Gockel », on se rend au Grasbödele, on baptise les jeunes sauniers, on danse et on organise une reproduction d'une séance de tribunal des sauniers ou de l'incendie du moulin. 
Aujourd'hui, la fête des sauniers est ouverte aux garçons et aux filles, mais autrefois seuls les garçons célibataires organisaient cette fête. Il fallait demander chaque année l'autorisation du magistrat de la ville. Aujourd'hui encore, la cérémonie est jouée pendant la fête des sauniers. 
En tant que successeur légal du royaume de Wurtemberg devenu propriétaire de la saline en 1804, le Land de Bade-Wurtemberg continue de payer une rente salinière aux ayants droit issus de la confrérie des sauniers, soit 193 familles à l’heure actuelle. Une association à but non lucratif veille au respect des traditions, le « Siedershof ».

### Technique d'extraction jusqu'en 1739: saumure à gewöhrd

#### La technique séculaire
Les étapes d’extraction du sel à la saline de Schwäbisch Hall sont séculaires  :
- une cuisson dure environ 16 heures. Les équipes de sauniers se relaient toutes les 6 heures [15].
- une semaine de cuisson à Schwäbisch Hall, « Haalwoche », démarre le lundi à 11 heures avec le préchauffage et se termine le samedi soir à 19 heures par l’extinction du feu de chauffage. Suivant les années et la conjoncture du moment, on prévoit entre 5 et 20 semaines de cuisson [15].
- la saumure parvient du puits-salé au bâtiment de cuisson par des canaux ou rigoles en bois qui aboutissent à la caisse (Kasten) [14] ;
- de la caisse, elle continue de couler dans le « Naach » où se trouve le gewöhrd[14] ;
- la saumure enrichie de gewöhrd continue son périple par d’autres canaux et s’écoule dans la poêle à sel où elle va être portée à ébullition. Le sel se cristallise et se dépose[14] ;
- pour nettoyer le sel, les sauniers médiévaux ajoutaient du sang d’animaux ou de la bière[14] ;
- avec une pelle-balai, on tire le sel vers le bord de la poêle pour le verser sur une planche posée sur le muret du foyer[14] ;
- une fosse longitudinale de 5 m de longueur et 1,5 m de hauteur est remplie de charbons de bois incandescents[15] . Au-dessus on forme un mur de sel entouré de planches. Une fois le sel sec, on enlève les planches et on découpe le sel en 16 grandes plaques de taille identique, que l’on appelle Schilpen et qui servent d’unité de mesure à la vente. La fosse s’appelle localement à Schwäbisch Hall le « Pfaunstle »[15] . Une semaine de cuisson produit 96 Schilpen de sel de 15 kilogrammes chacune ;
- Les plaques sont disposées dans le « Löchle »  entre des charbons de bois incandescents pour que le sel sèche complétement en grains[15] .

#### Le gewöhrd  et le foyer
A Schwäbisch Hall, la durée de cuisson est réglementée ; six semaines sont accordées pour chauffer le quartier de saumure naturelle ou graduée attribué à chaque propriétaire. De ce fait, le saunier va veiller à toujours avoir une source de saumure prête à la cuisson : l’eau saline sortie du puits-salé et la saumure conservée dans des plaques de terre durcie, saturée de sel qui font office de réserve. Le stockage de saumure dans de la terre durcie, nommée « gewöhrd », représentait environ 300 pi3 locaux, soit environ 9 m3 par saison 
Avant l’introduction des bâtiments de graduation, les sauniers hallois utilisaient le  gewöhrd   que l’on chauffe comme n’importe quelle eau saline dans les évaporateurs. La différence est qu’il faut la cuire deux fois pour que la cristallisation puisse s’opérer. Le sel par gewöhrd est extrait par un feu plus irrégulier et plus fort que pour le sel de cuisine normal ; ceci a pour effet la quasi totale évaporation de l’acide chlorhydrique  et un goût moins âcre pour le sel obtenu.  A Schwäbisch Hall, on a utilisé les deux méthodes concomitamment : la saumure du puits-salé et la saumure récupérée du gewöhrd.
Pour réaliser le gewöhrd, il faut mélanger une terre argileuse, des cendres de bois et du charbon concassé. On tapisse les parois extérieures du foyer sous la poêle à sel pour qu’il durcisse comme la pierre sous l’effet de la chaleur.   Une fois que cette couche durcie commence à fondre, c’est-à-dire après environ trois semaines de cuisson, les ouvriers sauniers la décolle à coup de pioche sous forme de plaques.  Grâce à un mécanisme très simple, le broyeur de gewöhrd (Gewöhrdklopfer) , les plaques  sont concassées en petits morceaux. C’est en fait ce produit final qu’on nomme gewöhrd. Le broyeur à gewöhrd se compose d’un levier de battage élastique qui est fixé à l’une des extrémités à la charpente du bâtiment. A l’autre extrémité, on trouve une barre métallique à laquelle est fixé un maillet en bois. En-dessous du mécanisme se trouve une auge en pierre dans laquelle on entasse les plaques de gewöhrd. En appuyant sur la barre qui fait levier, le maillet broie le gewöhrd en petits morceaux. Une fois concassé, on dépose le gewöhrd dans des bacs en bois appelés « Naach » afin de préparer la saumure, dite « Gewöhrdsole ». 
A Schwäbisch Hall, parmi les sauniers à gewöhrd, quatre personnes travaillent traditionnellement à l’extraction du sel : le Siederknecht, le Kupperleder, le Einfüllerknecht et la Streichmagd. Deux retirent le sel de la poêle, une alimente le feu et sèche le sel obtenu et celle qui est chargée du gewöhrd est le Kupperleder. 
La muire du puits-salé est versée sur le gewöhrd dans les bacs en bois et on remue le mélange d’avant en arrière avec une pelle nommée « Rührscheid » pour que la terre durcie se dissolve. C’est une forme de graduation qui consiste à ajouter davantage de salinité à l’eau saline de départ. Quand un œuf peut nager en surface, on verse la muire dans un bassin, appelé « Gölte », recouvert d’un tamis afin de filtrer les impuretés terreuses du mélange. Le filtrage s’appelle silben. Une fois filtrée une première fois, on verse la saumure obtenue dans des seaux au-dessus de la poêle de cuisson dans lesquels des tamis plus fins filtrent à nouveau le liquide. 
Les parois du foyer sont  également réalisées en gewöhrd. On nomme ces parois les « Forniche » : le vieux fornich et le jeune fornich ou Bruch. Le sel est récolté avec une pelle-balai du côté du vieux fornich avec une planche. Les parois du foyer sont plus longues que la poêle à sel d’environ 607 mm car il ne faut pas de fente autour de la poêle qui laisserait passer la fumée et la suie qui noircirait le sel. A l’avant du foyer, des barres de métal sont insérée dans les parois tous les 455 mm sur lesquelles les sauniers entassent les bûches de bois.

#### Les poêles à sel

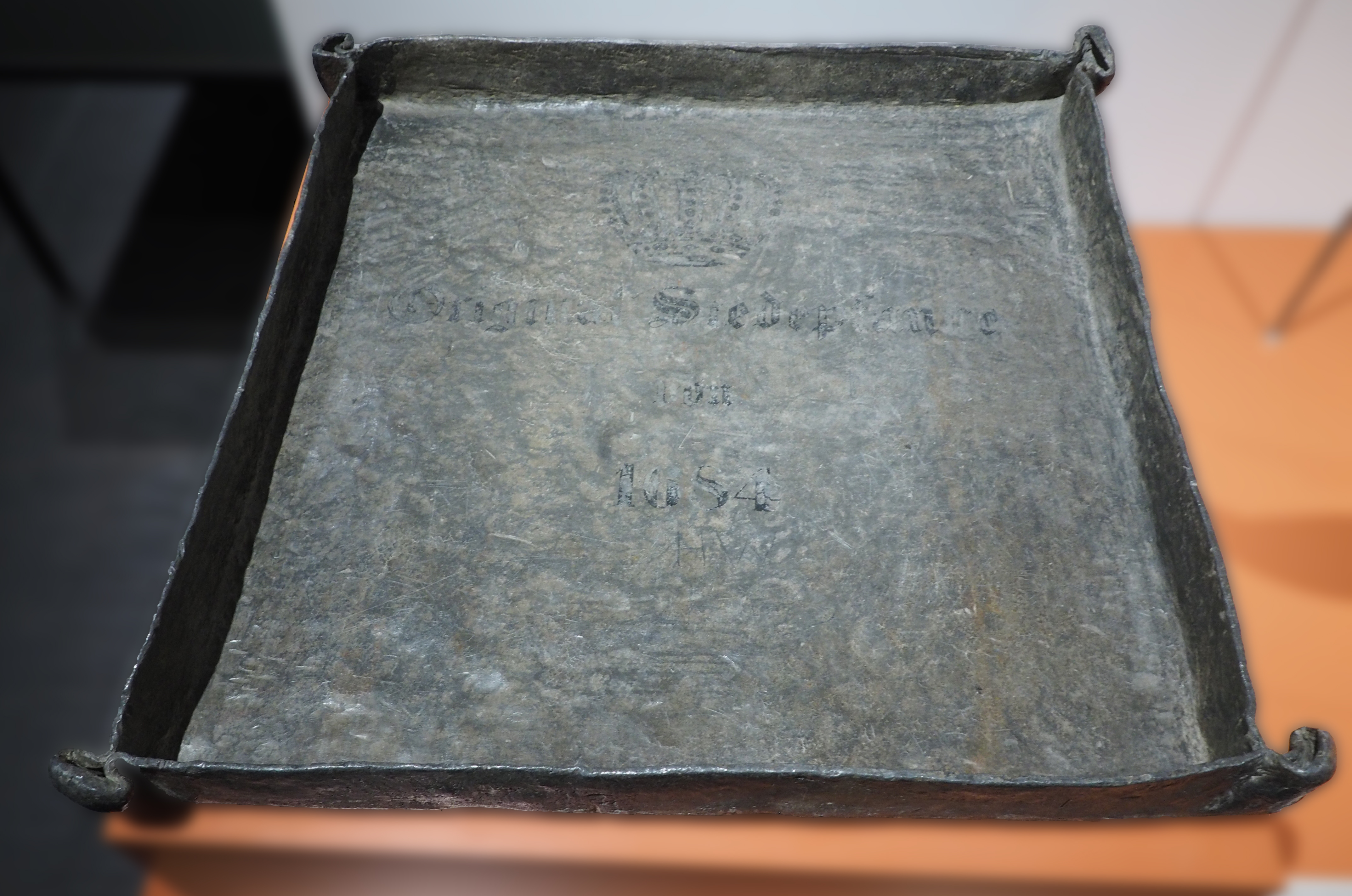
Poêle à sel au musée de Lunebourg.

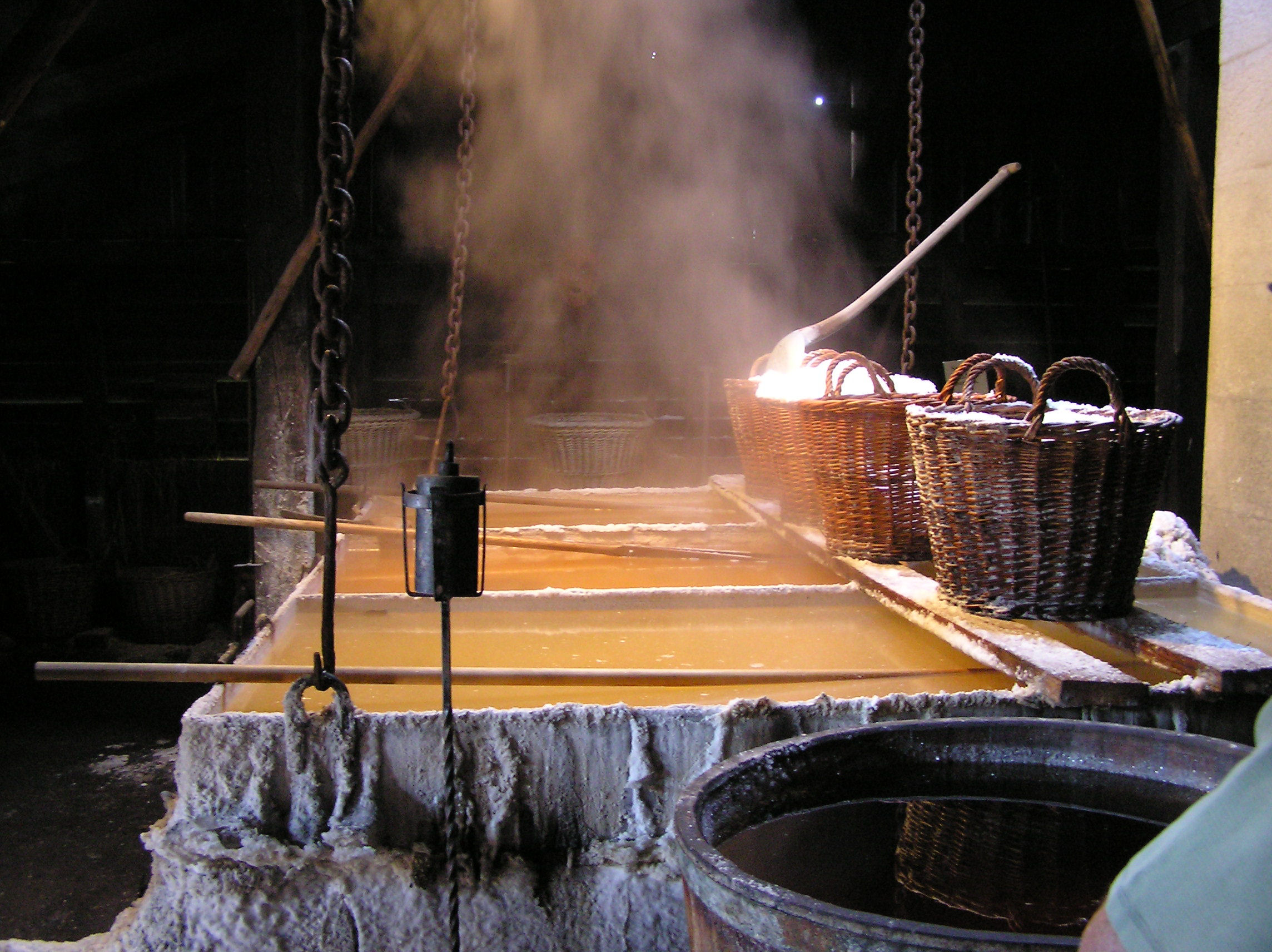
Cuisson de la saumure dans une poêle sur un foyer composé de murets.

La poêle à sel fait 4,86 m de long et 2,43 mm de large, ; la poêle à sel fait 16 pieds de longueur x 8 pieds de largeur, 429 mm à 572,88 mm de profondeur. Les coins de la poêle ont une  forme de corne. Le fond de la poêle n'est pas plat, il est concave pour que les flammes du foyer couvrent bien toute la surface de la poêle. Le centre du fond est rehaussé d'environ un seizième ou un vingtième par rapport aux bords inférieurs de la poêle. D'autres sources évoquent pour Schwäbisch Hall une poêle à sel de 4,3 m de longueur, 1,47 m de largeur au centre et 37 cm de profondeur. Sa forme de navire plus large au centre qu'aux extrémités (devant 1,3 m et derrière 1,25 m) est très caractéristique. Elle pèse environ 260 kg. Les forgerons de la saline assemblent des plaques de tôle avec des rivets  et bouchent les interstices avec une mixture à base de sang, de foie et de cendres au début, par la suite avec du calcaire mélangé à de l'argile. 
Commune à la plupart des salines de taille moyenne qui exploite le sel ignigène, une poêle dure de 27 à 31 périodes de cuisson consécutives, soit environ 2 ans. Il faut en prendre une nouvelle. Un forgeron travaille de toute façon à demeure dans les salines pour réparer et entretenir les poêles à sel. On arrête la cuisson en général pendant 6 jours à la fin de la cuisson qui dure entre 18 et 24 heures pour vérifier le matériel.

### la graduation aérienne à partir de 1739

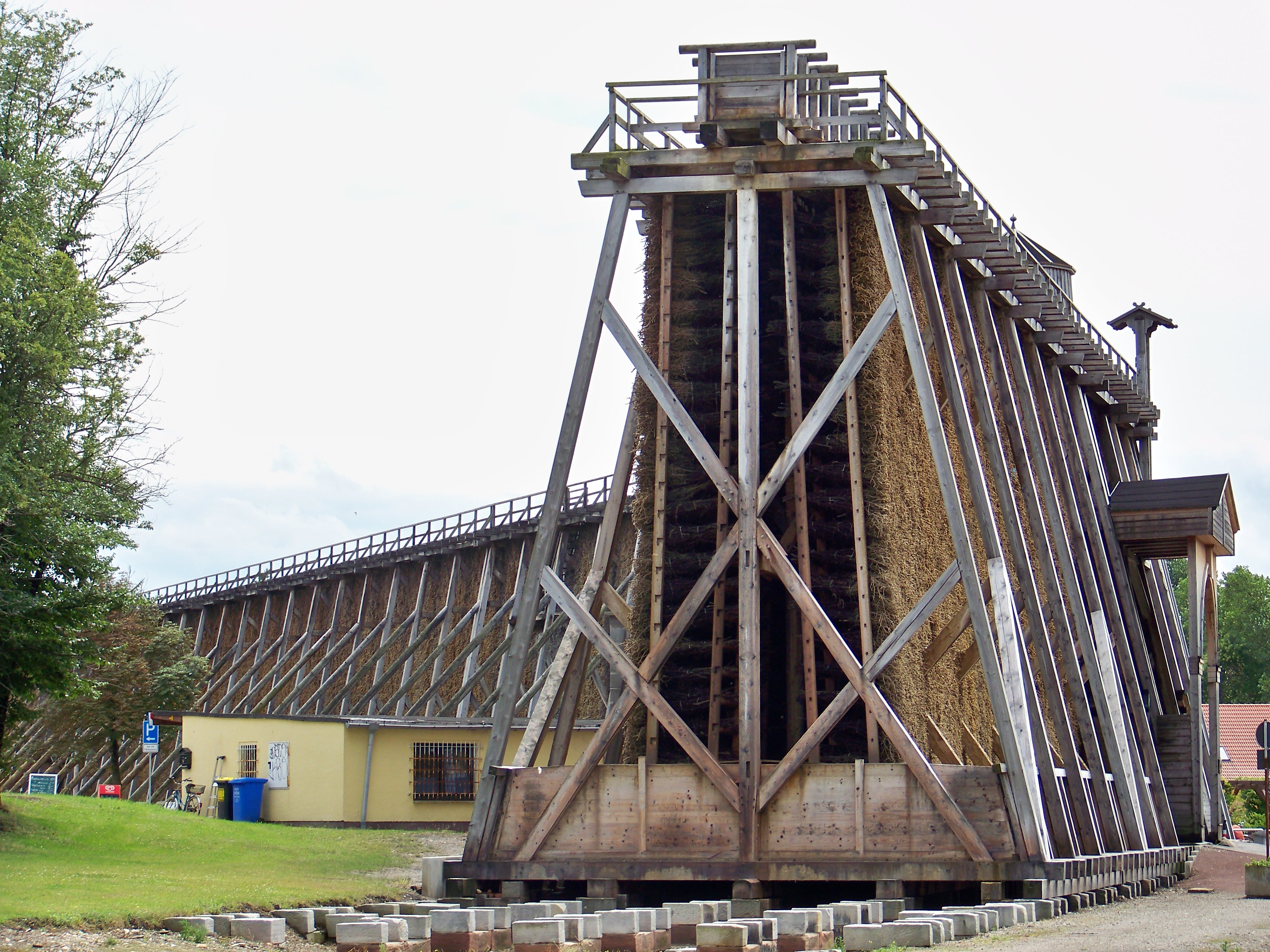
Exemple de bâtiment de graduation, ici au musée Borlach de Bad Dürrenberg.

Au Moyen Âge, la teneur en sel de la saumure halloise était de 5 à 8 %. Pour le sud-ouest de l'Allemagne actuelle, c'est de loin le meilleur rendement, mais la saline de Schwäbisch Hall ne peut se mesurer aux salines austro-bavaroises comme à Hallein, Berchtesgaden, Hallstatt ou Bad Reichenhall où le taux de salinité montait à 12 %. En conséquence, la saline de Hall se caractérise par un recours plus important aux bâtiments de graduation : afin d'augmenter  les rendements de production, il faut améliorer  les capacités d'évaporation de la saumure. C'est le rôle du bâtiment de graduation utilisé dans les salines européennes qui devient un élément du paysage industriel de l'époque. La saline de Schwäbisch Hall suit le mouvement à l'instar des salines lorraines, comtoises ou suisses.
Les matériaux utilisés diffèrent de région à région. Le principe demeure identique : c'est un échafaudage très haut qui permet d'accélérer le phénomène d'évaporation des eaux grâce au vent et au soleil qui pénètrent dans des grandes surfaces de parois faites de branchage, de fagots de branches épineuses, de paille ou de fascines d’épine noire, dite prunellier ,. L'eau suintant lentement vers le bas dans un bassin s’écoule dans une rigole soit vers des saumoducs qui mènent aux bâtiments de cuisson, soit vers le mécanisme à godets qui fait remonter l'eau une fois de plus au sommet du bâtiment de graduation pour qu'elle s'écoule goutte à goutte  vers le bassin en-dessous en s'évaporant et se concentrant davantage en sel.

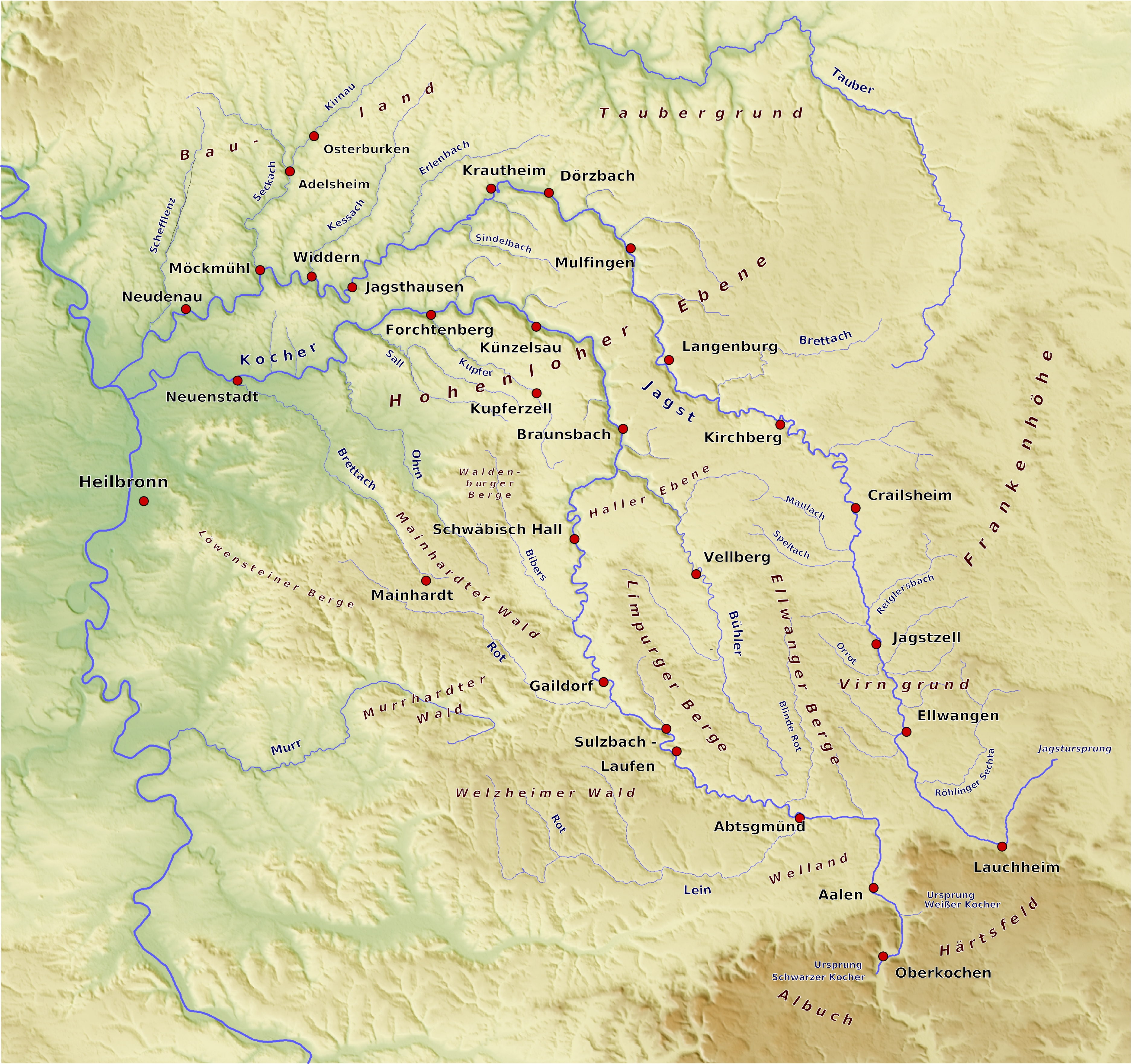
Bassin du Kocher.

L'extraction par ébullition est très consommatrice de bois. Par chance, le territoire de la ville libre impériale Schwäbisch Hall dispose de nombreuses forêts dont le bois est transporté à la saline par flottage. Le danger de surexploitation du bois met en péril le capital forestier car  les verreries, les charbonniers et les forges de la région engrangent d'énormes quantités de bois de chauffage. Les plus gros massifs forestiers demeurent la Mainhardter Wald et le Waldenburger Wald dans les Schwäbisch-Fränkische Waldberge, aujourd'hui un parc naturel régional. 
Les cours d'eau sont évidemment le Kocher, mais aussi la Rot et la Bibers qui se jettent dans le Kocher en amont de Schwäbisch Hall. Mais l'essentiel du bois flotté de la saline de Schwäbisch Hall provenait du Limpurger Wald.
En raison de cette augmentation du prix du bois et d'une baisse du prix du sel, les gérants de la saline de Schwäbisch Hall se voient donc contraints de passer à une graduation par condensation à plus grande échelle et réalisée de manière rationnelle quasi industrielle. Les sauniers ont d'abord protesté contre cette entorse à la tradition séculaire, peut-être aussi par que cela impliquait un changement de pratique et une nécessaire adaptation à de nouveaux challenges. Situées à l'endroit de l'ancienne prison de Schwäbisch  Hall, donc jusqu'au nouveau Kocher Quartier,  des grandes halles de graduation furent édifiées en bois de sorte que l'eau salée coule goutte à goutte de manière répétée sur des parois de prunellier  d'une hauteur de 8 m. Le soleil, la température ambiante et le vent causent l'évaporation de l'eau qui, à la longue, passage après passage, finit par contenir une teneur en sel plus élevée. Le sel issu de cette graduation est plus concentré de sorte qu'avec la même quantité de bois les sauniers obtiennent 2,5 fois plus de sel après l'ébullition qu'avec l'ancienne méthode. 
En exploitant les vents qui soufflent sur la colline du Ripperg en face de la cité,  la graduation sur pente permet d'obtenir un rendement plus élevé de sorte qu'en 1786 le magistrat de la ville interdit définitivement l'extraction de sel par ébullition du gewöhrd (En anglais « porous clay »). Ceci modifie également le paysage urbain car les bâtiments de graduation mesuraient entre 122 et 252 m de longueur chacun ; mis bout à bout cela représente plus d'un kilomètre de parois de graduation, plus de 5 km de saumoducs en bois qui reliaient la source Haal, les halles de graduation et les bâtiments d'ébullition. Une galerie de 143 m  fut creusée dans le Ripperg. 
Les investissements se révèlent rentables puisque la production de sel est multipliée par huit et les revenus de la ville issus directement ou indirectement du sel ont doublé. Non seulement, la quantité de sel vendue a augmenté, mais il ne vaut pas oublier non plus le commerce engendré par les transporteurs de sel qui ne revenaient pas à vide, mais avec des produits de consommation vendus sur le marché ou à des exploitants. C'est surtout le cas du vin par exemple.

## Troisième phase: la collaboration avec les mines de sel

### La mine de Wilhelmsglück
Les souverains du Wurtemberg, conscients de l'impact économique des salines sur leur état, fait faire de la prospection dans tout le secteur élargi de Schwäbisch Hall. Les forages débouchent le plus souvent sur des échecs, mais en 1815 à Jagstfeld, on tombe d'abord sur une source salée, puis sur une veine de sel de 6 m d'épaisseur. Le roi baptise la mine en souvenir de son père le roi Frédéric Ier « Friedrichshall ». Mais des infiltrations d'eau rendent dangereuse, voire impossible l'exploitation de la mine. Le roi est néanmoins euphorique à l'idée de trouver un autre filon et ordonne la poursuite de la prospection.  La première mine de sel gemme d'Allemagne est lancée en 1824 près d'Uttenhofen. elle portera le nom du roi Guillaume Ier de Wurtemberg : mine Wilhelmsglück. 
Il ne reste aujourd'hui que le « Mundloch », l'entrée effondrée d'une galerie, pour rappeler l'ancienne mine de sel qui a périclité à la suite d'un accident  en 1879 qui n'est pas d'origine naturelle. La mine de Friedrichshall mieux placée au bord du Neckar reprend le dessus et la mine de Wilhelmsglück qui survit quelque temps ferme en décembre 1900. 
Les sauniers de Schwäbisch Hall ne perdent pas pour autant leur emploi car le sel gemme extrait des mines n'est pas uniformément pur. Le sel pur est broyé, moulu et emballé sur place, mais les parties impures sont dissoutes dans une saumure très concentrée que l'on transporte vers Schwäbisch Hall grâce à des saumoducs sur une distance de 10,3 km pour y être portée à ébullition et transformée en sel dans des nouvelles installations. 
En revanche, les nouvelles mines proches rendaient la graduation caduque. Les sauniers hallois multiplièrent leur production de sel par cinq avec la même quantité de bois dans les années 1830 (environ 50 Zentner au lieu de 10). 
Le déclin du sel wurtembergeois provient davantage des coûts et des mauvaises conditions de transport que l'exploitation du sel elle-même. Les mentalités changent aussi.  Les porteurs et marchands ambulants capables de faire de longues distances pour écouler le sel et revenir avec d'autres denrées appartiennent au passé : les débouchés et les régions de distribution du sel hallois allaient autrefois jusque Strasbourg, Bâle et Bellinzona, donc en suivant la vallée du Rhin supérieur jusqu'aux cols commerciaux historiques d'Engadine. Mais, on parle ici d'autres quantités, d'une rentabilité qui n'a aucune commune mesure avec l'investissement en hommes et matériel qu'exige l'entretien d'une mine en concurrence avec des mines plus rentables. 
Bien qu'ayant traversé plusieurs phases et méthodes différentes d'exploitation du sel, la saline de Schwäbisch Hall ferme en 1924.

### Les forages de Tullau
À la fin du XIXe siècle, la direction de la saline espérait trouver d’autres ressources en sel dans les environs de Schwäbisch Hall quand elle pressentit que la proche mine de sel de Wilhelmsglück commençait lentement à péricliter. Elle demanda à des géologues de faire de la prospection dans la vallée près de Tullau afin de trouver un autre gisement de sel gemme. Ce fut un premier succès puisqu'un puits de forage fut creusé le 25 avril 1888 entre Tullau et Uttenhofen, deux annexes de Schwäbisch Hall aujourd’hui, pour exploiter l’eau saline. 
La veine de sel fut atteinte par deux trous de forage d’une profondeur de 70 m. L’eau du Kocher y fut injectée afin de lessiver la roche du sous-sol, produire de la saumure qui fut ramenée à la surface par une station de pompage. Le gardien de la station y habitait avec sa famille. Grâce à de nouveaux saumoducs, la saumure fut transportée à la saline de Schwäbisch pour en extraire le sel. 
A la fermeture de la saline halloise en 1924, on continua à pomper l’eau saline des puits de Tullau quatre fois par semaine afin d’alimenter les bains thermaux dans le bâtiment des diaconesses.  En 1932, le pompage se fit de manière électrique avec un moteur électrique. Le site fut fermé lorsque la ville procéda en 1958 à un nouveau forage sur l’ancestrale place de la saline (Haalplatz) pour alimenter les bains d’eau saline.

## Quatrième phase: station thermale
L'ultime trace de la  source saline aujourd'hui reste la vocation thermale de Schwäbisch Hall de 1827 à nos jours. 
Parallèlement à l'activité de saunerie, une première station de bains d'eau saline fut créée sur l'île du Kocher appelée « Unterwöhrd » en 1827. Un ancien bâtiment utilisé par un club de tir fut reconverti en station thermale dans le  style du classicisme du XIXe siècle.
Un bâtiment plus grand et plus adapté fut construit juste à côté en 1880. Par opposition aux anciens bains d'eau saline (Altes Solebad), les Hallois appellent le nouvel édifice « nouveaux bains d'eau saline » (Neues Solebad) ; il est dans le style de l'historicisme. Jusqu'à la Première Guerre mondiale, la fréquentation des bains était régulière. À la suite d'un probable changement de mentalité ou un manque de clientèle adaptée à ce type d'établissement thermal, la reprise de l'activité de cure ne fut plus rentable après les deux conflits mondiaux. Après un incendie en 1967, l'établissement fut fermé et démoli en 1968. 
Le troisième  établissement, ou plutôt hôtel  thermal, est construit en 1982. Il est complètement rénové en 2003. L'objectif est de diversifier les activités sur le plan du bien-être comme celui des indications thérapeutiques. Le taux de salinité de la source est recommandé pour des maladies de la peau, les bronches et les os.